# Wahlkreis Zwickau 1
Der Wahlkreis Zwickau 1 (Wahlkreis 4) ist ein Landtagswahlkreis in Sachsen. Er umfasst die Städte Hartenstein, Kirchberg, Wildenfels, Wilkau-Haßlau und die Gemeinden Crinitzberg, Hartmannsdorf b. Kirchberg, Hirschfeld, Langenweißbach, Lichtentanne, Mülsen, Reinsdorf im Landkreis Zwickau. Wahlberechtigt waren bei der letzten Landtagswahl 48.603 Einwohner.
Bis zur Landtagswahl 2019 trug der Wahlkreis 4 die Wahlkreisnummer 5.

## Wahl 2024 – Wahlkreis 4: Zwickau 1
Die Landtagswahl 2024 führte zu folgendem Ergebnis:
| Direktkandidat        | Partei              | Erststimmen in % | Zweitstimmen in % |
| --------------------- | ------------------- | ---------------- | ----------------- |
| Kerstin Nicolaus      | CDU                 | 37,8             | 35,8              |
| Jens Helmar Breitfeld | AfD                 | 35,9             | 33,8              |
| Frank Dittrich        | Die Linke           | 2,1              | 1,8               |
| Lars Dörner           | GRÜNE               | 1,4              | 1,6               |
| Steffi Heinzig        | SPD                 | 4,3              | 4,9               |
| Raphael Roch          | FDP                 | 1,2              | 0,7               |
| Moritz Schüller       | Freie Wähler        | 4,0              | 2,6               |
| –                     | Die Partei          | –                | 0,5               |
| –                     | Piraten             | –                | 0,1               |
| –                     | ÖDP                 | –                | 0,1               |
| –                     | BüSo                | –                | 0,0               |
| –                     | Tierschutz hier!    | –                | 0,9               |
| Michael Goldberger    | dieBasis            | 0,6              | 0,3               |
| –                     | Bündnis C           | –                | 0,7               |
| –                     | Bündnis Deutschland | –                | 0,2               |
| Sascha Wünsch         | BSW                 | 11,3             | 13,2              |
| Peggy Lohße           | Freie Sachsen       | 0,7              | 2,1               |
| –                     | V-Partei3           | –                | 0,1               |
| Sebastian Schmalfuß   | WU                  | 0,6              | 0,4               |

## Wahl 2019 – Wahlkreis 5: Zwickau 1
Vorläufiges Ergebnis der Landtagswahl am 1. September 2019 im Wahlkreis 05 – Zwickau 1:
(Ergebnisse in Prozent)
| Direktkandidat   | Partei               | Direktstimmen | Listenstimmen |
| ---------------- | -------------------- | ------------- | ------------- |
| Kerstin Nicolaus | CDU                  | 39,7          | 39,2          |
| Klaus Koutzky    | Die Linke            | 9,7           | 8,8           |
| Steffi Heinzig   | SPD                  | 6,5           | 6,6           |
| Daniel Dölitzsch | AfD                  | 29,0          | 28,9          |
| Manuel Korn      | GRÜNE                | 4,7           | 4,2           |
| –                | NPD                  | –             | 0,4           |
| Joachim Roßberg  | FDP                  | 4,6           | 3,9           |
| Susan Heinrich   | Freie Wähler         | 5,8           | 3,4           |
| –                | Tierschutz           | –             | 1,7           |
| –                | Piraten              | –             | 0,2           |
| –                | Die PARTEI           | –             | 1,0           |
| –                | BüSo                 | –             | 0,1           |
| –                | ADPM                 | –             | 0,2           |
| –                | Blaue Partei         | –             | 0,3           |
| –                | KPD                  | –             | 0,1           |
| –                | ÖDP                  | –             | 0,3           |
| –                | Die Humanisten       | –             | 0,1           |
| –                | PDV                  | –             | 0,1           |
| –                | Gesundheitsforschung | –             | 0,5           |

| Wahlberechtigte | 48.603 |
| Wahlbeteiligung | 67,7 % |

## Wahl 2014 – Wahlkreis 5: Zwickau 1
Amtliches Endergebnis der Landtagswahl am 31. August 2014 im Wahlkreis 5 – Zwickau 1:
(Ergebnisse in Prozent)
| Direktkandidat    | Partei          | Direktstimmen | Listenstimmen |
| ----------------- | --------------- | ------------- | ------------- |
| Kerstin Nicolaus  | CDU             | 43,4          | 46,5          |
| Simone Hock       | Die Linke       | 18,4          | 17,3          |
| Jens Juraschka    | SPD             | 11,7          | 10,1          |
| Joachim Roßberg   | FDP             | 5,2           | 3,6           |
| Martin Böttger    | GRÜNE           | 4,7           | 3,0           |
| André Baumann     | NPD             | 5,8           | 5,1           |
| –                 | Tierschutz      | –             | 1,0           |
| Petra Lorenz      | Piraten         | 1,4           | 0,6           |
| Karl-Ernst Becher | BüSo            | 1,2           | 0,3           |
| –                 | DSU             | –             | 0,1           |
| –                 | AfD             | –             | 9,5           |
| –                 | pro Deutschland | –             | 0,1           |
| Wolfgang Becher   | Freie Wähler    | 8,3           | 2,4           |
| –                 | Die PARTEI      | –             | 0,4           |

| Wahlberechtigte | 51.463 |
| Wahlbeteiligung | 49,5 % |

## 2009 – Wahlkreis 7: Zwickauer Land 1
| Amtliches Endergebnis der Landtagswahl am 30. August 2009 in Sachsen im Wahlkreis 007 Zwickauer Land 1 (Ergebnisse in Prozent) |

| Direktkandidat     | Partei          | Erststimmen in % | Zweitstimmen in % |
| ------------------ | --------------- | ---------------- | ----------------- |
| Kerstin Nicolaus   | CDU             | 43,4             | 44,0              |
| Martin Schöpf      | Die Linke       | 22,0             | 21,5              |
| Sebastian Dietzsch | SPD             | 8,5              | 8,1               |
| Anne Schüßler      | NPD             | 5,5              | 5,4               |
| Elke Conrad        | FDP             | 15,8             | 10,3              |
| Ingobert Heucke    | GRÜNE           | 4,9              | 3,9               |
| -                  | Tierschutz      | -                | 2,0               |
| -                  | PBC             | -                | 1,3               |
| -                  | BüSo            | -                | 0,1               |
| -                  | DSU             | -                | 0,1               |
| -                  | REP             | -                | 0,2               |
| -                  | Freie Sachsen   | -                | 1,5               |
| -                  | FP Deutschlands | -                | 0,1               |
| -                  | Humanwirtschaft | -                | 0,1               |
| -                  | Piraten         | -                | 1,2               |
| -                  | SVP             | -                | 0,2               |

## 2004 – Wahlkreis 7: Zwickauer Land 1
Die Landtagswahl 2004 hatte folgendes Ergebnis:
| Direktkandidat    | Partei         | Erststimmen in % | Zweitstimmen in % |
| ----------------- | -------------- | ---------------- | ----------------- |
| Kerstin Nicolaus  | CDU            | 46,2             | 45,0              |
| Petra Mrasek      | PDS            | 24,8             | 22,7              |
| Stefan Keller     | SPD            | 9,6              | 8,6               |
| Martin Böttger    | GRÜNE          | 3,8              | 2,6               |
| -                 | NPD            | -                | 9,6               |
| Nico Tippelt      | FDP            | 7,1              | 5,3               |
| -                 | DSU            | -                | 0,4               |
| Winfried Seuß     | PBC            | 2,9              | 2,2               |
| -                 | GRAUE          | -                | 0,5               |
| Ralf Geisendörfer | BüSo           | 1,9              | 0,6               |
| -                 | AUFBRUCH       | -                | 0,4               |
| -                 | DGG            | -                | 0,4               |
| -                 | Tierschutz     | -                | 1,6               |
| Uwe Schuffenhauer | Offensive D    | 2,0              | -                 |
| Margit Werner     | Einzelbewerber | 1,7              | -                 |

## 1999 – Wahlkreis 7: Zwickauer Land 1
Die Landtagswahl 1999 hatte folgendes Ergebnis:
| Direktkandidat   | Partei          | Erststimmen in % | Zweitstimmen in % |
| ---------------- | --------------- | ---------------- | ----------------- |
| Kerstin Nicolaus | CDU             | 60,8             | 61,7              |
| Heide Seidel     | SPD             | 11,9             | 10,1              |
| Margit Werner    | PDS             | 21,2             | 19,7              |
| Erwin Killat     | GRÜNE           | 2,6              | 1,5               |
| Hans-Uwe Pilz    | FDP             | 3,4              | 1,1               |
| -                | BüSo            | -                | 0,1               |
| -                | DSU             | -                | 0,3               |
| -                | GRAUE           | -                | 0,1               |
| -                | REP             | -                | 1,6               |
| -                | FP Deutschlands | -                | 0,0               |
| -                | Pro DM          | -                | 1,9               |
| -                | KPD             | -                | 0,1               |
| -                | NPD             | -                | 0,9               |
| -                | FORUM           | -                | 0,1               |
| -                | PBC             | -                | 1,0               |

## 1994 – Wahlkreis 7: Zwickauer Land 1
Die Landtagswahl 1994 hatte folgendes Ergebnis:
| Direktkandidat     | Partei | Erststimmen in % | Zweitstimmen in % |
| ------------------ | ------ | ---------------- | ----------------- |
| Christian Hauck    | CDU    | 56,5             | 65,9              |
| Heide Seidel       | SPD    | 19,2             | 14,9              |
| Volker Seifert     | FDP    | 6,4              | 2,0               |
| Erwin Killat       | GRÜNE  | 6,2              | 3,1               |
| -                  | DSU    | -                | 0,5               |
| -                  | REP    | -                | 1,3               |
| -                  | FORUM  | -                | 0,4               |
| Jürgen Dürrschmidt | PDS    | 11,6             | 11,7              |
| -                  | SP     | -                | 0,2               |

## Bisherige Abgeordnete
Direkt gewählte Abgeordnete des Wahlkreises Zwickau 1 waren:
| Jahr | Name             | Partei | Anteil der Erststimmen |
| ---- | ---------------- | ------ | ---------------------- |
| 2014 | Kerstin Nicolaus | CDU    | 43,4 %                 |
| 2009 | Kerstin Nicolaus | CDU    | 43,4 %                 |
| 2004 | Kerstin Nicolaus | CDU    | 46,2 %                 |
| 1999 | Kerstin Nicolaus | CDU    | 60,8 %                 |
| 1994 | Christian Hauck  | CDU    | 56,5 %                 |

## Landtagswahlen 1990–2009
Die Ergebnisse der Landtagswahlen seit 1990 im Gebiet des heutigen Wahlkreises Zwickau 1 waren (Zweit- bzw. Listenstimmen):
| Partei        | 1990 | 1994 | 1999 | 2004 | 2009 |
| ------------- | ---- | ---- | ---- | ---- | ---- |
| CDU           | 61,1 | 65,8 | 62,2 | 45,0 | 44,0 |
| PDS/Die Linke | 6,6  | 11,8 | 19,5 | 22,7 | 21,5 |
| SPD           | 17,9 | 15,0 | 9,9  | 8,6  | 8,1  |
| NPD           | 0,5  | -    | 0,9  | 9,6  | 5,4  |
| FDP           | 5,9  | 2,1  | 1,0  | 5,3  | 10,3 |
| GRÜNE         | 3,9  | 3,1  | 1,4  | 2,6  | 3,9  |
| Sonstige      | 4,1  | 2,3  | 5,1  | 6,1  | 6,9  |